# Julia Reisingerová
Julia Reisingerová (Tirschenreuth, 17 aprile 1998) è una cestista ceca.

## Carriera
È stata selezionata dalle Los Angeles Sparks al terzo giro del Draft WNBA 2018 (35ª scelta assoluta).
Con la Rep. Ceca ha disputato i Campionati europei del 2021.